# シダアンコウ科
シダアンコウ科（シダアンコウか、学名：Gigantactinidae）は、アンコウ目に所属する魚類の分類群の一つ。いわゆるチョウチンアンコウ類として知られる深海魚の仲間で、シダアンコウ・ローソクモグラアンコウなど、少なくとも2属23種が含まれる。

## 概要
シダアンコウ科の魚類は太平洋・インド洋・大西洋など世界中の海の深海に広く分布する。本科はチョウチンアンコウ亜目に所属する11科のうちの一つで、細長い体型と著しく伸長した誘引突起（イリシウム）など、オニアンコウ科に次いで形態の特殊化が進んだ高位群として位置付けられている。
チョウチンアンコウ類は一般的に海底から離れた中層で生活すると考えられているが、本科魚類は海底付近を漂泳する姿が観察されている（「生態」の節を参照）。雌雄の体格は著しい性的二形を示し、雄は雌よりも極端に小さい矮雄（わいゆう）である。ミツクリエナガチョウチンアンコウなど他科で知られる寄生性の雄個体は見つかっておらず、シダアンコウ科の雄は性成熟後も自由生活を送るとみられている。雌はチョウチンアンコウ類としては比較的大きく、体長20-40cm程度にまで成長するが、性成熟に達した個体はいまだ得られておらず、繁殖形態には不明な部分が多い。

## 生態
チョウチンアンコウ類の生態が直接観察されることは極めてまれであるが、1999年に太平洋北東部の水深5,000m地点で、無人探査機によってシダアンコウ類（種は不明）の生きた映像が記録されている。中層を遊泳し、誘引突起を顔の前にぶら下げるというチョウチンアンコウ類の典型的なイメージとは異なり、観察されたシダアンコウは海底近くを上下逆さまになって漂い、誘引突起を海底すれすれに釣り竿のように垂らしていた。
一方、生きたまま捕獲されたオナガモグラアンコウ（G. gargantua）が一時的に水槽で飼育されたことがあり、その際は長い誘引突起を鞭のようにしなやかに振る様子が観察されている。誘引突起が獲物を惹きつけるために用いられていることは明らかだが、長い突起の先にいる獲物を実際にどのように捕食するのかはわかっていない。シダアンコウ類の眼は小さく貧弱で、獲物の姿を捉えることはほとんどできない。先端の擬餌状体（エスカ）に触れた獲物を敏感に察知し、流線型の体と発達した尾鰭を用いて瞬間的に襲いかかる可能性が推測されている。
シダアンコウ科魚類の食性は不明で、彼らが実際に海底の底生生物を釣り上げているのか、多くのチョウチンアンコウ類と同様に、普段は中層の甲殻類や魚類を狙っているのかはわかっていない。捕獲された個体の胃は反転して口内に突出していることが多く、そうでない場合でも胃の中はほぼ常に空っぽで、2009年の時点で何らかの胃内容物が確認できたものは9例（すべてシダアンコウ属）しかなく、そのいずれも証拠とするに足らないものであった。

## 形態

### 雌
シダアンコウ科の仲間は、他のチョウチンアンコウ類と比べて細長い体型をもつ。体はやや側扁し流線型で、比較的高い運動性をもつとみられる。また、頭部の誘引突起が非常に長く発達し、体長とほぼ同じか、種によっては5倍近くに達する。誘引突起の基部は大きく、やや左右に平たい。
口は大きく水平に開き、後端は眼の位置よりも後方に達する。上顎は下顎よりもやや長い。背鰭・臀鰭・尾鰭の鰭条はそれぞれ3-10本・3-8本・9本で、すべて軟条のみで構成される。胸鰭を支える輻射骨は常に5本あり、5本未満であることが多い他のチョウチンアンコウ類との違いの一つである。また、各鰭の鰭条が互いに深い切れ込みをもつことも本科の特徴で、特に尾鰭の長い鰭条は他科ではあまりみられない。第2・第3咽鰓骨は非常に大きく骨化が進んでおり、多数の歯を備える。鋤骨・翼蝶形骨・中翼条骨・骨性の肩甲骨を欠き、上篩骨・頭頂骨が強い退縮傾向を示すことも、本科ならではの形質である。一連の鰓蓋骨および主上顎骨も同様に退化的である。
以上は本科魚類の雌に共通する特徴である。2属（シダアンコウ属・Rhynchactis 属）の鑑別点については「分類」の節を参照のこと。種レベルの同定は、主として誘引突起の長さ、擬餌状体の形態、顎の歯の数と配置、尾鰭の形態と各鰭の鰭条数などに基づいて行われる。

### 雄
シダアンコウ科の雄は雌と比較して形態学的特徴に乏しく、種の同定は非常に困難である。眼球の直径、色素沈着の程度、皮膚の突起の有無、鰭の鰭条数などによっておおよそ6グループに分けることができる。
一般に、眼は小さいものの嗅覚は高度に発達している。主上顎骨は明瞭。皮膚は滑らかなものと、微小な突起に覆われるものとがある。

### 仔魚
シダアンコウ科魚類の仔魚は、体長の半分近くに及ぶ大きな胸鰭をもつことが顕著な特徴で、同様の胸鰭が知られるのはヒレナガチョウチンアンコウ科の仔魚のみである。仔魚の時点ですでに性的二形を示し、雌の頭部には未熟な誘引突起が存在する。体長8-10mm程度で変態するとみられている。

## 分類
Nelson（2016）では2属23種が認められている。本科魚類として最初に報告された種はシダアンコウ G. vanhoeffeni で、1902年にインド洋から引き揚げられた2個体に基づいて記載された。その後1925年に西部大西洋から Rhynchactis 属が報告され、現在の2属の構成ができあがっている。本項ではFishBaseで認められている2属25種をリストする。
本科全体の単系統性は確かなものと考えられているが、所属する2属はそれぞれ形態上の際立った特徴を有し、特殊化が顕著に進んだグループとなっている。

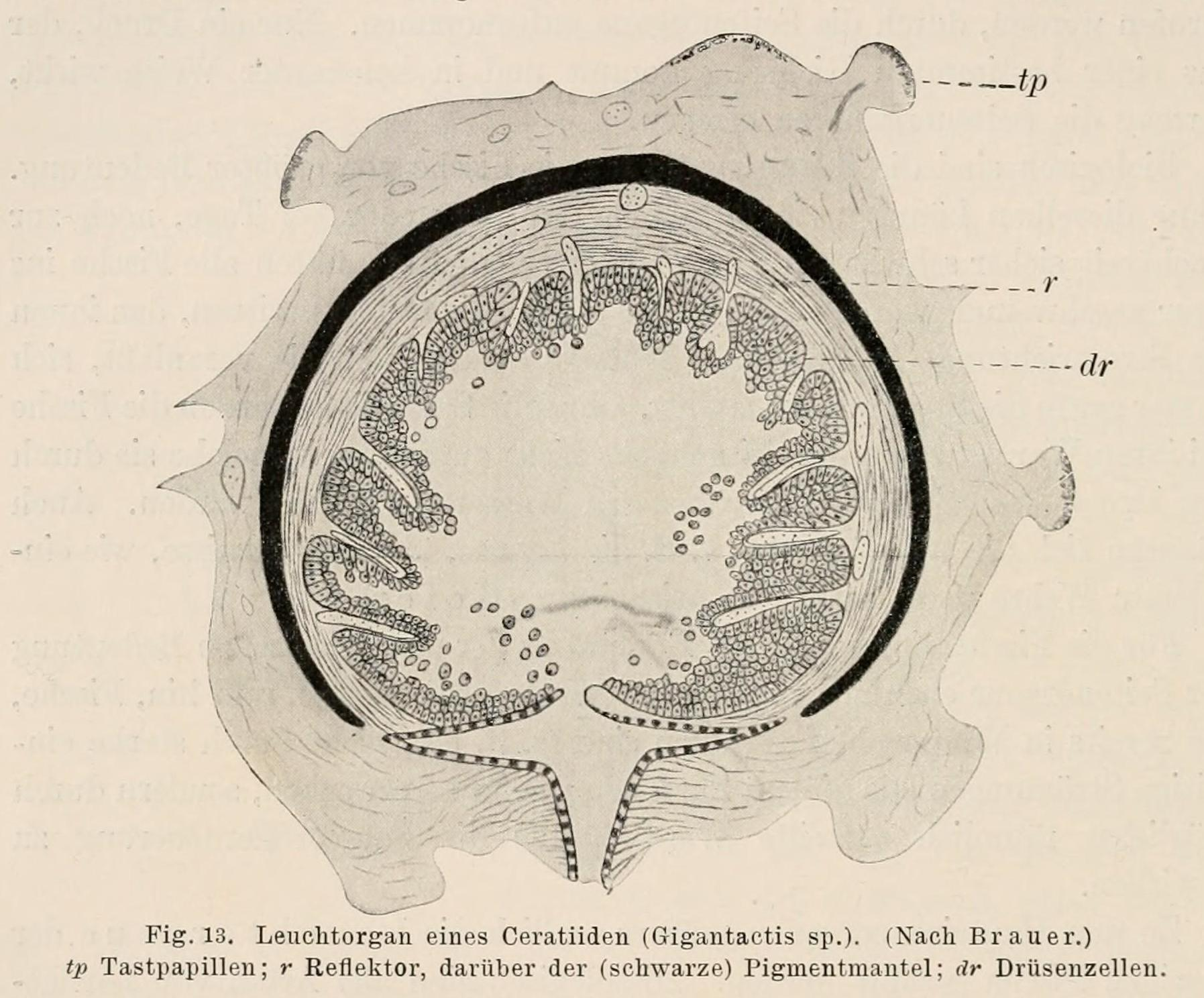
シダアンコウ属の発光器官。本属は擬餌状体に発光バクテリアを培養するための装置を備えている

- シダアンコウ属 Gigantactis
吻は口の前に突き出す。歯は鋭く内側にカーブし、上顎に1-3列、下顎に2-4列、および咽頭骨にも同様の歯を備える。口蓋骨の歯はない。皮膚には多数のトゲ状の隆起が存在する。誘引突起の先端には膨らみをもつ明瞭な擬餌状体があり、発光バクテリアによる生物発光を行う。擬餌状体の形状は種ごとに異なり、同定のための重要な形質となっている。背鰭・臀鰭の基部は拡張し、支持骨格は長い。尾鰭の鰭条は分枝しない。属名の由来は、ギリシア語の「gigas/gigantos（巨大な）」と「aktis（鰭）」から[6]。
  - Gigantactis balushkini
  - Gigantactis cheni
  - ローソクモグラアンコウ Gigantactis elsmani
  - オナガモグラアンコウ Gigantactis gargantua
  - Gigantactis gibbsi
  - Gigantactis golovani
  - Gigantactis gracilicauda
  - Gigantactis herwigi
  - Gigantactis ios
  - クレフトアンコウ Gigantactis kreffti
  - Gigantactis longicauda
  - Gigantactis longicirra
  - Gigantactis macronema
  - Gigantactis meadi
  - Gigantactis microdontis
  - Gigantactis microphthalmus[7]
  - Gigantactis paresca
  - Gigantactis paxtoni
  - アンドンモグラアンコウ Gigantactis perlatus
  - Gigantactis savagei
  - シダアンコウ Gigantactis vanhoeffeni
  - Gigantactis watermani
- リンカクティス属 Rhynchactis
吻は突き出ない。顎の歯は小さく、咽頭骨に強靭な歯をもつ。皮膚は滑らか。誘引突起の先端にはわずかなフィラメント状の構造をもつのみで、明瞭な擬餌状体は存在せず、発光もしないとみられている。尾鰭の鰭条のうち4本は分枝する。きわめてまれな魚類であり、雌の標本は2009年の時点で26個体しか知られていない[2]。所属する3種は誘引突起の構造で鑑別できる。属名の由来は、ギリシア語の「rhynch（嘴、吻）」と「aktis（鰭）」から[8]。
  - Rhynchactis leptonema
  - Rhynchactis macrothrix
  - Rhynchactis microthrix